# Kildare (Oklahoma)
Kildare és un poble dels Estats Units a l'estat d'Oklahoma. Segons el cens del 2000 tenia 92 habitants.

## Demografia
Segons el cens del 2000, Kildare tenia 92 habitants, 37 habitatges, i 29 famílies. La densitat de població era de 222 habitants per km².
Dels 37 habitatges en un 35,1% hi vivien nens de menys de 18 anys, en un 51,4% hi vivien parelles casades, en un 24,3% dones solteres, i en un 21,6% no eren unitats familiars. En el 18,9% dels habitatges hi vivien persones soles el 8,1% de les quals corresponia a persones de 65 anys o més que vivien soles. El nombre mitjà de persones vivint en cada habitatge era de 2,49 i el nombre mitjà de persones que vivien en cada família era de 2,79.
Per edats la població es repartia de la següent manera: un 29,3% tenia menys de 18 anys, un 2,2% entre 18 i 24, un 23,9% entre 25 i 44, un 31,5% de 45 a 60 i un 13% 65 anys o més.
L'edat mediana era de 39 anys. Per cada 100 dones de 18 o més anys hi havia 66,7 homes.
La renda mediana per habitatge era de 16.250 $ i la renda mediana per família de 25.313 $. Els homes tenien una renda mediana de 28.750 $ mentre que les dones 16.250 $. La renda per capita de la població era de 13.798 $. Entorn del 37% de les famílies i el 37,3% de la població estaven per davall del llindar de pobresa.

## Poblacions més properes
El següent diagrama mostra les poblacions més properes.